# Yves-Bernard Debie
Yves-Bernard Debie, né le 10 août 1970 à Bruxelles en Belgique, est un avocat spécialisé dans le marché de l’art et des biens culturels.

## Formation et carrière
Collectionneur spécialiste des Arts premiers, Yves-Bernard Debie est lui-même issu d’une famille de collectionneurs d’art. Son grand-père était artiste-peintre et son père était directeur de l’Académie des Beaux-arts d’Anderlecht.
Il obtient une maîtrise de droit privé à l’Université de Nantes en 1995 et un DEA en droit des contrats en 1997. Il s’inscrit au Barreau de Bruxelles en 2000.
Ancien membre du conseil de l’Ordre français des avocats du Barreau de Bruxelles, il exerce sa pratique principalement en Belgique et en France où il conseille des marchands, des collectionneurs, de maisons de ventes aux enchères et des institutions culturelles.

## Débats sur les restitutions du patrimoine africain
Ses premières prises de positions concernant la question des restitutions datent de 2010 et de l’affaire des têtes maories.
Avocat de plusieurs syndicats de marchands d’art et d’experts français, il suit professionnellement le processus législatif français sur la loi de restitution de vingt-six œuvres au Benin et une au Sénégal du 24 décembre 2020,.
À ce titre, il a été auditionné le 20 octobre 2020 au Sénat français dans le cadre de la mission d'information de la commission sur la restitution des œuvres d'art et de la préparation du projet de loi en tant qu’avocat représentant le Syndicat national des antiquaires, le Syndicat français des experts professionnels en œuvres d'art et objets de collection (SFEP), de la Compagnie nationale des experts (CNE), le Syndicat national du commerce de l'Antiquité, de l'occasion et des galeries d'art moderne et contemporain (SNCAO-GA), du Parcours des mondes (salon international d’arts extra-européen, asiatique et d'archéologie) et d'une trentaine de marchands d'art.
Lors d’une journée d’étude sur la question de la restitution des biens culturels, il s’oppose directement au concept même de restitution. Il considère que le débat sur les celles-ci a été détourné par un discours de repentance colonial, et s’oppose fermement au Rapport Savoy-Sarr. Pour lui, la question ne devrait pas être centrée sur la « restitution » mais sur le « partage culturel ». Il critique notamment la démarche qui consisterait à restituer des œuvres sans demande préalable des pays d'origine.
Il est également associé au processus législatif belge sur le même sujet. Dans ce cadre, il est auditionné le 10 juin 2022 par la Chambre des représentants de Belgique lors d’une « commission spéciale chargée d'examiner l’État indépendant du Congo (1885-1908) et le passé colonial de la Belgique au Congo (1908-1960), au Rwanda et au Burundi (1919-1962) ainsi que ses conséquences et les suites qu'il convient d'y réserver ».
Il est l’auteur de plusieurs articles et tribunes sur le sujet des restitutions du patrimoine africain,,,, mais aussi plus largement de la circulation des biens culturels et du marché de l’art,,.

## Directeur général duParcours des Mondes
En janvier 2023, Yves Bernard Debie succède au marchand d’art tribal Pierre Moos et devient directeur général du Parcours des mondes, un salon international spécialisé en arts premiers.

## Statuette Mitsogo
Il participe activement, aux côtés du galeriste Bernard Dulon et de l'historien Bertrand Goy à la restitution de la statuette mitsogo du XIXe siècle, disparue des réserves du musée de l'Homme depuis cinquante ans. La statuette a été restituée au Musée du Quai Branly - Jacques-Chirac lors d’une cérémonie en 2016.

## Restitution des récades au Petit musée de la rocade
Le 17 janvier 2020, le Collectif des antiquaires de Saint-Germain-des-Prés fait don de vingt-sept objets de culte fon, dont des récades et des sabres, au Petit Musée de la Récade à Abomey-Calavi, au Bénin,. Ces 27 pièces, issues de collections européennes, ont été acquises le 23 mars 2019 lors d'une vente aux enchères organisée à Nantes. Après une tentative de préemption par l'État béninois, les objets ont été acquis par le collectif à l'issue de la vente. Yves-Bernard Debie est l’avocat du collectif et intervient publiquement à cette occasion.

## Masque Fang d’Alès
En 2023, au tribunal d'Alès, les propriétaires initiaux d’un rare masque fang adjugé 4,2 millions d'euros à l’hôtel des ventes de Montpellier ont demandé l’annulation de la vente, s’estimant floués par le brocanteur à qui ils l’avaient vendu. Avocat de l’acheteur, Yves-Bernard Debie dit qu’il n’y a pas eu de tromperie ni d’erreur sur l’authenticité de l’objet, même si sa valeur a été sous-évaluée lors de la première transaction,. Le 19 décembre 2023, le tribunal d’Alès a débouté la demande d'annulation de la vente. L'État gabonais, tierce partie au procès qui demandait la restitution de l'œuvre qu’il considérait comme spoliée pendant la colonisation, a également été débouté.

## Publications
En 2000, il est l’auteur du Guide pratique : la réglementation française sur le marché de l’Art qui sera mis à jour en 2022 et 2023. Une édition belge (édité par la Chambre royale des antiquaires et des négociants d’œuvres d’art), est publiée en 2023.
En 2022, il réalise le chapitre « Le musée vide — Chronique d’un art menacé » dans l’ouvrage Les restitutions des collections muséales — Aspects politiques et juridiques supervisé par Clementine Bories, Claire Bougle-Le Roux, Philippe Charlier et Melanie Clement-Fontaine aux éditions Mare & Martin,.

## Autres activités
Il est l’avocat de la Chambre royale des antiquaires et des négociants d’œuvres d’art. À ce titre il est auditionné le 15 juin 2018 par le Sénat belge dans le cadre d’un rapport d’information visant à optimiser la coopération entre l’autorité fédérale et les entités fédérées pour lutter contre le vol d’œuvres d’art. Il plaidait alors pour le renforcement de la cellule « Art et Antiquités », en recommandant le recrutement d'experts et la modernisation de la base de données ARTIST (Art Information System). Il proposait de rendre obligatoire la tenue de registres pour les antiquaires, avec des sanctions en cas de non-respect, afin de tracer et prévenir les trafics.
Depuis janvier 2024, Yves-Bernard Debie est également directeur général de Tribal Art Magazine, une publication trimestrielle consacrée aux arts et à la culture des sociétés traditionnelles d’Afrique, d’Océanie, d’Asie et des Amériques.

## Enseignement et mécénat
Il donne des cours à l’École du Louvre et enseigne à l’Université Paris Dauphine dans le cadre de l'Executive Master Gestion du Patrimoine Artistique Privé.
Il est par ailleurs administrateur et mécène de la société des Amis du Musée du Quai Branly - Jacques-Chirac.